# ې
É ou yā deux points verticaux souscrits est une lettre additionnelle de l’alphabet arabe utilisée dans l’écriture de l’ormuri, de l’ouïghour, de l’ouzbek et du pachto, ou du soundanais avec le pegon.

## Utilisation
En ormuri, ouïghour, ouzbek et pachto écrit avec l’alphabet arabe, ‹ ې › représente une voyelle mi-fermée antérieure non arrondie [e].
En soundanais écrit avec le pegon, ‹ ې › représente un consonne nasale palatale voisée [ɲ].